# Hochkönigs Winterreich
Hochkönig's Winterreich is een gebied in de Oostenrijkse regio Salzburg. Het gebied wordt gevormd door de plaatsen Maria Alm, Dienten en Mühlbach.
- Afstand tot Utrecht: 941 km
- Hoogte skigebied: 800 - 2000 m
- 35 skiliften
- Totale lengte pistes: 155 km
- Totale lengte blauwe pistes: 60 km
- Totale lengte rode pistes: 80 km
- Totale lengte zwarte pistes: 15 km
- Langlaufloipes: 7 km

Hochkönig's Winterreich maakt deel uit van het skiverbond Ski Amade. Tezamen met de 5 skigebieden Schladming, Dachstein-Tauern, Gasteinertal, Salzburger Sportwelt en Grossarltal.
In de zomer leent het landschap van deze streek zich uitermate goed voor nordic walking en mountainbiken.